# Holger Grießhammer
Holger Grießhammer (* 9. April 1982 in Marktredwitz) ist ein deutscher Politiker (SPD) und seit 2023 Mitglied des Bayerischen Landtags. Seit 2024 ist er Fraktionsvorsitzender der SPD-Landtagsfraktion.
Er wuchs in Schönlind auf, besuchte die Grundschule in Weißenstadt und die Hauptschule in Kirchenlamitz. Von 1998 bis 2001 erlernte er den Beruf des Maler und Lackierers und legte 2005 die Meisterprüfung ab.
Seit 2008 ist er Stadtrat in Weißenstadt und seit 2009 Kreisrat im Landkreis Wunsiedel im Fichtelgebirge. Grießhammer war von 2008 bis 2020 zweiter Bürgermeister von Weißenstadt. 2020 kandidierte er als Landrat des Landkreises Wunsiedel. Von 2018 bis 2023 war er Bezirksrat in Oberfranken.
Bei der bayerischen Landtagswahl  2023 trat er im Stimmkreis Wunsiedel, Kulmbach, belegte dort den vierten Platz und zog über die Landesliste in den Bayerischen Landtag ein. Am 16. Juli 2024 wurde er dort als Nachfolger des zurückgetretenen Florian von Brunn zum SPD-Fraktionsvorsitzenden gewählt.
Grießhammer ist seit 2014 verheiratet und hat fünf Kinder.